# 伊藤宗看 (3代)
三代伊藤宗看（さんだいいとうそうかん、1706年（宝永3年）－1761年6月2日（宝暦11年4月29日））は江戸時代の将棋指し。七世名人。将棋三家の一つである伊藤家当主。別名に政長、印寿。
父は五世名人二代伊藤宗印（次男）。兄に伊藤印達（五段）。弟に八代大橋宗桂（八段）、伊藤看恕（七段）、初代伊藤看寿（八段、贈名人）。子に四代伊藤得寿（五段）。養子に弟の初代看寿。
指し将棋、詰将棋ともに優れ、「鬼宗看」とも呼ばれる。御城将棋では、18勝6敗1持将棋と圧倒的な強さを誇った（名人就位前の戦績は10勝1敗）。

## 経歴
兄の印達は四世名人五代大橋宗桂の時代である正徳2年（1712年）に夭折したため、次男の印寿が伊藤家の後継となる。それまでの印寿は将棋に関心を示さず、武事のみに熱中していたが、印達の死後には見違えるように将棋に打ち込むようになったという。
父の二代宗印は正徳3年（1713年）に五代宗桂の死を受けて五世名人となった。印寿は享保元年（1716年）に11歳・初段で御城将棋に初出勤し、三代大橋宗与に飛車落とされで対戦し勝利した。享保8年（1723年）、父の二代宗印が死去し、18歳で伊藤家を継ぐ。翌享保9年（1724年）に三代宗看を襲名した。享保12年（1727年）に八段に昇段。
父の死後に名人位を襲っていた六世名人三代大橋宗与は実子の宗民（後の四代宗与）を宗看と競わせるように御城将棋に出勤させたため、宗看の初期の対戦は宗民とのものが多い。三代宗与が享保13年（1728年）4月5日に死去すると、同年のうちに図式献上のないまま23歳で七世名人を就位した。享保19年（1734年）に『象戯作物』を提出。
享保20年（1735年）には、名村立摩と七段昇段をかけて角香交じりで対戦し、香落ち番では「立摩流」に敗れたものの角落ち番で勝利し、立摩に七段昇段を断念させたという。
元文2年（1737年）5月には「碁将棋席次争い」を起こした。それまでは御城碁将棋の席順（つまり上下関係）は伝統として碁の家元が上、将棋の家元を下とするものであったが、宗看らはそれを変更しようとしていた。その頃は碁の家元は傑出した人物が出ず、低迷していたのに対し、将棋の家元は宗看を筆頭に、弟の宗桂、看寿らがおり、さらに奉行側のうち、井上河内守・松平紀伊守が宗看の門人であったため、勢いとしては、宗看の意見が通りそうであった。が、旧守派の大岡越前守が「そのまま」の判決を下したため、碁の家元側は命拾いした。
元文5年（1740年）に実子の得寿が誕生する。
延享2年（1745年）に、後継者に定めて養子としていた弟の看寿と、八段で宗看に次ぐ実力者の四代宗与が右香落ちで対戦し、看寿が勝利した。この時に看寿が放った金底の歩の名手を見て、看寿の勝ちを確信した宗看が魚釣りに出かけたという逸話がある（魚釣りの歩）。
長く御城将棋では手明が続いていた宗看であったが、寛延元年（1748年）に久しぶりに御城将棋に出勤している（右香落ちで四代宗与に勝利。）。宝暦2年（1752年）に5年ぶりに出勤し八代宗桂に右香落ちで勝利。
宝暦3年（1753年）に兄の八代宗桂との平手戦に勝利した看寿は翌宝暦4年（1754年）に宗桂に先んじて八段に昇段し、翌宝暦5年（1755年）には献上図式（将棋図巧）を作成した。こうして看寿が次期将棋所に内定したとされる。同年には甥の大橋印寿（八代宗桂の子、後の九代宗桂）が御城将棋に初出勤するなど全盛期を迎えていた伊藤家であったが、宝暦10年（1760年）には弟の看恕と看寿が相次いで没し、翌宝暦11年（1761年）4月29日には宗看もまた56歳で没する。法名は玉将院宗看源立日盤。墓所は東京本所の本法院にある。
晩年は権勢の高さに溺れて棋力も衰え勝ちであったといわれる。
名人位は初めての空位となった。伊藤家は実子の得寿が継いだが、宝暦13年（1763年）10月29日に24歳で没したため、鳥飼忠七が養子に迎えられ五代伊藤宗印を名乗ることになる。
『将棋営中日記』によると、十一代大橋宗桂は「代々の名人の内にては三代宗看第一の由」「宗看の将棋はすがたいかにも位高きといへり」と高く評価している。また同書の別の項では、六代大橋宗英に次ぐ第二位とされている。

## 詰将棋
宗看の残した詰将棋作品集『象戯作物』（俗称：『詰むや詰まざるや』『将棋無双』）は、詰将棋史上の傑作とされる。これにより、詰将棋の水準は格段に上がったとされる。『象戯作物』は、八段昇段が早かったため異例の名人就位6年後に献上された。

## 象戯作物
宗看による献上図式「象戯作物」は「将棋無双」の俗称で知られる。
古今で最も難解とも言われるほどの作品集で、門脇芳雄編の「詰むや詰まざるや」において、弟の看寿の「将棋図巧」と並んで詰将棋の最高峰と書かれている。
解答が付いている原本や解答本はほとんど世に出回らなかったため、すべての問題が詰むかどうか長年棋界の謎とされてきた。しかし、昭和40年代に将軍に献上した原本が皇居内の内閣文庫で発見され、解決に至った。これにより、何題か最初から詰まないことが分かった。

### 代表的な作品
十二番
盤上に攻め方がない「無仕掛」。
三十番
古来より神局とよばれた奇跡のように美しい傑作。
七十番
歩の利きで行う馬鋸の名作。
七十五番
収録作の中で最長の225手詰。
百番
象戯作物のトリを飾る超大作。「大迷路」の名の通り超難解である。

## 棋譜
| 9  | 8  | 7  | 6  | 5  | 4  | 3  | 2  | 1  |    |
| 香 |    |    |    |    |    | 王 | 桂 | 香 | 一 |
|    |    |    |    |    |    | 金 |    |    | 二 |
|    |    |    |    |    | 金 |    | 歩 |    | 三 |
| 歩 | 飛 |    |    | 歩 | 歩 | 歩 |    | 歩 | 四 |
|    |    |    |    |    | 歩 | 桂 | 歩 |    | 五 |
| 歩 | 歩 | 歩 | 角 | 歩 |    |    |    |    | 六 |
|    | 金 | 歩 | 銀 |    |    |    |    |    | 七 |
|    | 玉 |    |    |    |    | 飛 |    |    | 八 |
| 香 | 桂 |    |    |    |    |    | 桂 | 香 | 九 |

1725年（享保10年）、20歳の宗看は17歳の大橋宗民（後の四代宗与）と指した御城将棋の一局で宗看が指した▲3五桂という一着について、その将棋を収録した『日本将棋大系』で該当巻の解説担当の大山康晴十五世名人は「絶妙手である」と断言した。さらに『将棋世界』で連載された「イメージと読みの将棋観」でもこの将棋が取り上げられ、羽生善治、谷川浩司、渡辺明、佐藤康光、森内俊之、藤井猛という現代のトップクラスの棋士たちは一様に驚嘆の声を上げ、絶賛している。
「局面も現代風だし、今の実戦譜だとしても全然おかしくない。江戸時代の将棋はほとんど知らないんですが、強い部分はけた違いに強いという気がする」（羽生）

## 参考資料
- 大山康晴『日本将棋大系　第5巻　三代伊藤宗看』（筑摩書房、1978年）
  - 山本亨介「人とその時代五（三代伊藤宗看）」（同書247頁所収）
- 原田泰夫『日本将棋大系　第6巻　伊藤看寿』（筑摩書房、1979年）
  - 山本亨介「人とその時代六（伊藤看寿）」（同書249頁所収）
- 鈴木宏彦『イメージと読みの将棋観』（日本将棋連盟、2008年）169-180頁